# Eliporto di Algeciras
L'eliporto di Algeciras è un eliporto civile, in fase di costruzione dal febbraio 2009, situato nella città di Algeciras, nella Spagna meridionale.
Dopo la sua inaugurazione si prevede provvederà a collegare Ceuta ad altre zone nel Campo di Gibilterra, zona in cui attualmente l'unico aeroporto esistente è nel vicino territorio britannico di Gibilterra.
Attualmente è in attesa della inaugurazione della elicottero eliporto permette di comunicare con Ceuta dopo l'approvazione da parte del Ministero dell'Ambiente e degli Affari rurali e marine a fine 2008 e la costruzione nel corso del 2009 e il 2010. L'eliporto si trova l'edificio attuale parcheggio della darsena, La Galera nella città portuale. Per costruirlo, ha proceduto a prolungare di un edificio esistente e il terreno mantenendo una superficie di 32 x 24 metri per il decollo del veicolo e una zona di sicurezza di 8 x 5 metri. Si è completata dalle unità di servizio per il salvataggio e antincendio e di varie unità di manutenzione. L'elicottero usato in città sarà un modello Bell 412 EP che permette la comunicazione con la città di Ceuta in soli 10 minuti.
La piattaforma eliporto si trova alla fine est del parcheggio nei pressi del terminal del porto con una dimensione di 2.400 m² e un'altezza di 30 metri sul livello del mare. I pilastri che sostengono l'eliporto vengono eseguiti e la struttura spaziale montato in assenza di una piattaforma in alluminio su cui gli elicotteri atterrati e decollati.
Il Terminal Passeggeri si trova nel terminal passeggeri ora è stato pertanto necessario rimodellare la 650 m² con che contano. All'interno, le partizioni con le loro rispettive finiture sono state condotte in assenza di pannelli di legno che caratterizzano le diverse unità. Il pavimento è a posto e sta attualmente lavorando su impianti elettrici, climatizzazione e ventilazione, acqua e servizi igienico-sanitari.
L'eliporto ha avuto 10 999 passeggeri nel 2010 e 11 960 nel 2011.